# Улица Маршала Василевского (Москва)
Улица Ма́ршала Василе́вского — улица на северо-западе Москвы в районе Щукино Северо-Западного административного округа между площадью Академика Курчатова и Авиационной улицей. На пересечении с Щукинской и Новощукинской улицами находится станция метро «Щукинская».

## Происхождение названия
В 1958 году западная часть 5-й улицы Октябрьского Поля была переименована в Новую Бодрую улицу по соседней Бодрой улице (ныне улица Академика Курчатова). В 1978 году переименована в честь Александра Михайловича Василевского.

## Описание
Улица Маршала Василевского начинается от площади Академика Курчатова и является фактически продолжением улицы Маршала Бирюзова, проходит на северо-запад вдоль парка Покровское-Стрешнево, слева от неё отходит 3-й Щукинский проезд, затем за парком справа выходит Щукинская улица, а слева — Новощукинская, за которой переходит в Авиационную улицу.

## Здания и сооружения
- № 1, корп. 1 — жилой дом, фасадом выходящий на площадь Академика Курчатова. Первоначальный адрес — Бодрая улица, дом 10[1]. Здесь жили крупный советский радиохимик З. В. Ершова[2], Герой Советского Союза И. Г. Розанов[3] и правозащитник Н. Н. Кишкин[4]. На первом этаже в 1959 году был открыт кинотеатр «Восток» с двумя залами на 204 места[5] (ныне не действует).

- № 3к1 и 5к1 — восьмиэтажные жилые дома. Построены в 1951—1954 годах по проекту архитектора Н. В. Куприянова. Строительство осуществлял 4-й трест территориального управления № 5[6][7].

### Детский сад № 333

Скульптуры слонов во дворе детского сада № 333

Детский сад № 333 (дом 11, корпус 6) построен по разным данным между 1934 и 1937 годами. К началу XXI века является старейшим детским садом Москвы. В его архитектуре и оформлении сочетаются элементы конструктивизма и сталинского неоклассицизма. Детский сад был рассчитан на 120 мест и первоначально предназначался для детей работников Народного комиссариата обороны СССР. До 2010 года находился в ведении Министерства обороны Российской Федерации. В декабре 2011 года детский сад был передан из собственности Министерства обороны в собственность Москвы, на баланс Департамента образования. Закрыт в 2012 году по причине неудовлетворительного технического состояния и был предназначен к сносу. Однако многие градозащитники выступили за сохранение здания, и снос был приостановлен. В августе 2016 года Мосгорнаследие отнесло детский сад № 333 к перечню выявленных памятников. Еще два года спустя анонсирован конкурс на капитальный ремонт. Здание пустует, охраняется, внесено в Красную книгу Архнадзора (электронный каталог объектов недвижимого культурного наследия Москвы, находящихся под угрозой). В феврале 2019 года, по сообщению Мосгорнаследия, внесено в реестр объектов культурного наследия регионального значения.
Во дворе детского сада расположен небольшой бассейн с четырьмя скульптурами слонов по углам. Ранее слоны были розового цвета, но позднее их перекрасили.